# Naučná stezka Šebeň
Naučná stezka Šebeň je naučná stezka, která prochází stejnojmenným lesem mezi Jívovím a Cyrilovem. Celá je vedena územím PP Šebeň. Její délka je cca 3 km a nachází se na ní 10 zastavení, věnovaných mravenci pospolitému.

## Zastavení
- Kdo jsou mravenci
- Vztahy v mraveništi
- Mravenci v hospodářském lese
- Potrava mravenců
- Konec života mravenišť
- Rozmnožování mravenců
- Mraveniště během roku
- Život mravence
- Teritorium mraveniště
- Význam a ochrana mravenců